# Maria Moeder van God
Het feest van de H. Maria, Moeder van God (Sanctae Dei Genetricis Mariae in het Latijn) is een hoogfeest binnen de Rooms-Katholieke Kerk dat valt op 1 januari, de octaafdag van Kerstmis. Op die dag viert de Kerk dat Maria, uit wie Jezus werd geboren, waarachtig moeder van God is (Theotokos). Voorheen was de naam van het feest de Besnijdenis van de Heer, ook nog in de Tridentijnse mis. 
In Nederland en in Suriname is deze dag een verplichte feestdag, in België niet.